# Kim Dae-seung
Kim Dae-seung (hangul 김대승; nascut el 18 de juny de 1967) és un director de cinema i guionista de Corea del Sud.

## Carrera
Després de graduar-se a la Universitat de Chung-Ang amb una llicenciatura en estudis cinematogràfics, Kim Dae-seung va perfeccionar les seves habilitats de realització cinematogràfica com a protegit del llegendari director coreà Im Kwon-taek, treballant durant gairebé deu anys com a Im's. ajudant de direcció en pel·lícules importants com Seopyeonje (1993), The Taebaek Mountains (1994) i  Chunhyang (2000).
Kim va fer el seu debut com a director amb Bungee Jumping of Their Own (2001), un melodrama sobre l'homosexualitat i la reencarnació. Malgrat el seu tema tabú, la pel·lícula va ser ben rebuda pel públic i la crítica a causa de la direcció sensible de Kim i l'actuació dels protagonistes Lee Byung-hun i Lee Eun-ju.
Posterioerment va dirigir Blood Rain (2005), un thriller de misteri ambientat al final de la dinastia Joseon. El càsting sorpresa de Cha Seung-won (aleshores conegut pels papers còmics) i el nouvingut Park Yong-woo van donar els seus fruits, donant lloc a l'aclamació de la crítica i a una taquilla inesperadament robusta. Blood Rain va rebre múltiples nominacions d'actuació i tècniques d'organismes locals de premis i va guanyar la millor pel·lícula a la Chunsa Film Art Awards, els Baeksang Arts Awards i el Festival Internacional de Cinema Fantàstic de Yubari.
La tercera pel·lícula de Kim es va basar en la història real de l'enfonsament dels grans magatzems Sampoong de 1995, que va cobrar 502 vides i en va ferir 937. Traces of Love (2006) explora les doloroses conseqüències del trauma i la pèrdua, la culpa i la memòria, amb el teló de fons d'un bell paisatge de tardor. El melodrama és protagonitzat per Yoo Ji-tae, Kim Ji-soo i Uhm Ji-won, i va ser la pel·lícula d'obertura de l'11è Festival Internacional de Cinema de Busan.
El 2011, Kim va dirigir Q&A com a part de If You Were Me 5, una pel·lícula d’antologia comissionada per la Comissió Nacional dels Drets Humans de Corea. Protagonitzada per l'estrella de televisió Kim Hyun-joo, el curtmetratge va denunciar la recollida i el control d'informació personal que condueix a l'assetjament sexual al lloc de treball dominat pels homes de Corea.
Kim va tornar al cinema el 2012 amb el drama d'època eròtica The Concubine protagonitzada per Jo Yeo-jeong, Kim Dong-wook i Kim Min-jun. La pel·lícula, que aprofundeix en la política sexual i el seu paper en una lluita pel poder dins el Cort Reial, va ser un èxit després del seu llançament a principis d'estiu.

## Filmografia
- The Magician (2015) - director, guió
- The Concubine (2012) - director, guió
- Q&A (curtmetratge de If You Were Me 5, 2011) - director, guió
- Traces of Love (2006) - director
- Blood Rain (2005) - director, editor de guions
- Low Life (2004) - aparició especial
- Bungee Jumping of Their Own (2001) - director
- Chunhyang (1999) - director secundari
- Downfall (1997) - guió, ajudant de direcció
- Festival (1996) - ajudant de direcció
- The Real Man (1996) - ajudant de direcció
- The Taebaek Mountains (1994) - ajudant de direcció
- Seopyeonje (1993) - ajudant de direcció

## Premis
- 22è Blue Dragon Film Awards - Millor director novell
- 24è Premis Golden Cinema - Millor director revelació
- 13è Chunsa Film Art Awards - Millor director